# Premio The Best FIFA de 2020
Los The Best FIFA Football Awards se celebraron el 17 de diciembre de 2020 de forma virtual debido a la pandemia de COVID-19.

## Categoría masculina

### Mejor jugador
| 1      | Robert Lewandowski | F. C. Bayern                   | 52 |
| 2      | Cristiano Ronaldo  | Juventus F. C.                 | 38 |
| 3      | Lionel Messi       | F. C. Barcelona                | 35 |
| Top-11 |                    |                                |    |
| 4      | Sadio Mané         | Liverpool F. C.                | 29 |
| 5      | Kevin De Bruyne    | Manchester City F. C.          | 26 |
| 6      | Mohamed Salah      | Liverpool F. C.                | 25 |
| 7      | Kylian Mbappé      | Paris Saint-Germain F. C.      | 19 |
| 8      | Thiago Alcántara   | F. C. Bayern / Liverpool F. C. | 17 |
| 9      | Neymar             | Paris Saint-Germain F. C.      | 16 |
| 10     | Virgil van Dijk    | Liverpool F. C.                | 13 |
| 11     | Sergio Ramos       | Real Madrid C. F.              | 7  |

### Mejor entrenador
| Posición         | Nombre            | Equipo(s) entrenados | Puntos                                              |
| ---------------- | ----------------- | -------------------- | --------------------------------------------------- |
| 1                | Jürgen Klopp      | Liverpool F. C.      | 24 (ganado en base en más votos de seleccionadores) |
| 2                | Hans-Dieter Flick | F. C. Bayern         | 24                                                  |
| 3                | Marcelo Bielsa    | Leeds United F. C.   | 11                                                  |
| Otros candidatos |                   |                      |                                                     |
| 4                | Zinedine Zidane   | Real Madrid C. F.    | 9                                                   |
| 5                | Julen Lopetegui   | Sevilla F. C.        | 4                                                   |

### Mejor portero
| Posición         | Futbolista            | Club                      | Puntos |
| ---------------- | --------------------- | ------------------------- | ------ |
| 1                | Manuel Neuer          | F. C. Bayern              | 28     |
| 2                | Alisson Becker        | Liverpool F. C.           | 20     |
| 3                | Jan Oblak             | Atlético de Madrid        | 12     |
| Otros candidatos |                       |                           |        |
| 4                | Keylor Navas          | Paris Saint-Germain F. C. | 5      |
| 5                | Marc-André ter Stegen | F. C. Barcelona           | 4      |
| 6                | Thibaut Courtois      | Real Madrid C. F.         | 3      |

## Categoría femenina

### Mejor jugadora
| Posición         | Futbolista             | Club                               | Puntos |
| ---------------- | ---------------------- | ---------------------------------- | ------ |
| 1                | Lucy Bronze            | Olympique Lyonnais Manchester City | 52     |
| 2                | Pernille Harder        | VfL Wolfsburgo Chelsea F. C.       | 40     |
| 3                | Wendie Renard          | Olympique Lyonnais                 | 35     |
| Otras candidatas |                        |                                    |        |
| 4                | Vivianne Miedema       | Arsenal W. F. C.                   | 31     |
| 5                | Delphine Cascarino     | Olympique Lyonnais                 | 30     |
| 6                | Dzsenifer Marozsán     | Olympique Lyonnais                 | 25     |
| 7                | Sam Kerr               | Chelsea F. C.                      | 20     |
| 8                | Caroline Graham Hansen | F. C. Barcelona                    | 15     |
| 9                | Jennifer Hermoso       | F. C. Barcelona                    | 15     |
| 10               | Saki Kumagai           | Olympique Lyonnais                 | 7      |
| 11               | Ji So-yun              | Chelsea F. C.                      | 7      |

### Mejor entrenador
| 1                | Sarina Wiegman   | Países Bajos           | 26 |
| 2                | Jean-Luc Vasseur | Olympique Lyonnais     | 20 |
| 3                | Emma Hayes       | Chelsea F. C.          | 12 |
| Otros candidatos |                  |                        |    |
| 4                | Stephan Lerch    | VfL Wolfsburgo         | 7  |
| 5                | Lluís Cortés     | F. C. Barcelona        | 6  |
| 6                | Rita Guarino     | Juventus F. C.         | 1  |
| 7                | Hege Riise       | L. S. K. Kvinner F. K. | 0  |

### Mejor portera
| Posición         | Futbolista        | Club                              | Puntos |
| ---------------- | ----------------- | --------------------------------- | ------ |
| 1                | Sarah Bouhaddi    | Olympique Lyonnais                | 24     |
| 2                | Christiane Endler | Paris Saint-Germain F. C.         | 22     |
| 3                | Alyssa Naeher     | Chicago Red Stars                 | 10     |
| Otras candidatas |                   |                                   |        |
| 4                | Ann-Katrin Berger | Chelsea F. C.                     | 6      |
| 5                | Hedvig Lindahl    | VfL Wolfsburgo Atlético de Madrid | 5      |
| 6                | Ellie Roebuck     | Manchester City W. F. C.          | 5      |

## Mejor gol del año
| 2      | Giorgian De Arrascaeta | C. R. Flamengo           | Ceará S. C.                | 25 de agosto de 2019    |  |
| 3      | Luis Suárez            | F. C. Barcelona          | R. C. D. Mallorca          | 7 de diciembre de 2019  |  |
| 1      | Son Heung-min          | Tottenham Hotspur F. C.  | Burnley F. C.              | 7 de diciembre de 2019  |  |
| Top-11 |                        |                          |                            |                         |  |
|        | André-Pierre Gignac    | C. F. Tigres de la UANL  | Universidad Nacional       | 1 de marzo de 2020      |  |
|        | Caroline Weir          | Manchester City W. F. C. | Manchester United W. F. C. | 7 de septiembre de 2019 |  |
|        | Hlempho Kekana         | Mamelodi Sundowns F. C.  | Cape Town City F. C.       | 20 de agosto de 2019    |  |
|        | Jordan Flores          | Dundalk F. C.            | Shamrock Rovers F. C.      | 28 de febrero de 2020   |  |
|        | Leonel Quiñónez        | C. D. Macará             | C. D. Universidad Católica | 19 de agosto de 2019    |  |
|        | Shirley Cruz           | Costa Rica               | Panamá                     | 28 de enero de 2020     |  |
|        | Sophie Ingle           | Chelsea F. C.            | Arsenal W. F. C.           | 19 de enero de 2020     |  |
|        | Zlatko Junuzović       | F. C. Red Bull Salzburg  | S. K. Rapid Wien           | 24 de enero de 2020     |  |

## FIFA FIFPro World XI
| Nombre                 | Club(s)                          |
| Portero                | Portero                          |
| ---------------------- | -------------------------------- |
| Alisson Becker         | Liverpool F. C.                  |
| Defensas               |                                  |
| Trent Alexander-Arnold | Liverpool F. C.                  |
| Sergio Ramos           | Real Madrid C. F.                |
| Virgil van Dijk        | Liverpool F. C.                  |
| Alphonso Davies        | F. C. Bayern                     |
| Centrocampistas        |                                  |
| Kevin De Bruyne        | Manchester City F. C.            |
| Thiago Alcántara       | - F. C. Bayern - Liverpool F. C. |
| Joshua Kimmich         | F. C. Bayern                     |
| Delanteros             |                                  |
| Lionel Messi           | F. C. Barcelona                  |
| Robert Lewandowski     | F. C. Bayern                     |
| Cristiano Ronaldo      | Juventus F. C.                   |

| Nombre             | Club(s)                                              |
| Portera            | Portera                                              |
| ------------------ | ---------------------------------------------------- |
| Christiane Endler  | Paris Saint-Germain F. C. F.                         |
| Defensas           |                                                      |
| Lucy Bronze        | - Olympique Lyonnais - Manchester City W. F. C.      |
| Wendie Renard      | Olympique Lyonnais                                   |
| Millie Bright      | Chelsea F. C.                                        |
| Delphine Cascarino | Olympique Lyonnais                                   |
| Centrocampistas    |                                                      |
| Barbara Bonansea   | Juventus F. C.                                       |
| Vero Boquete       | - Utah Royals F. C. - A. C. Milan                    |
| Megan Rapinoe      | OL Reign                                             |
| Delanteros         |                                                      |
| Pernille Harder    | - VfL Wolfsburg - Chelsea F. C.                      |
| Vivianne Miedema   | Arsenal W. F. C.                                     |
| Tobin Heath        | - Portland Thorns F. C. - Manchester United W. F. C. |